# Bembe (peuple)
 (janvier 2025).
La mise en forme du texte ne suit pas les recommandations de Wikipédia : il faut le « wikifier ».
Les points d'amélioration suivants sont les cas les plus fréquents. Le détail des points à revoir est peut-être précisé sur la page de discussion.
- Les titres sont pré-formatés par le logiciel. Ils ne sont ni en capitales, ni en gras.
- Le texte ne doit pas être écrit en capitales (les noms de famille non plus), ni en gras, ni en italique, ni en « petit »…
- Le gras n'est utilisé que pour surligner le titre de l'article dans l'introduction, une seule fois.
- L'italique est rarement utilisé : mots en langue étrangère, titres d'œuvres, noms de bateaux, etc.
- Les citations ne sont pas en italique mais en corps de texte normal. Elles sont entourées par des guillemets français : « et ».
- Les listes à puces sont à éviter, des paragraphes rédigés étant largement préférés. Les tableaux sont à réserver à la présentation de données structurées (résultats, etc.).
- Les appels de note de bas de page (petits chiffres en exposant, introduits par l'outil «  Source ») sont à placer entre la fin de phrase et le point final[comme ça].
- Les liens internes (vers d'autres articles de Wikipédia) sont à choisir avec parcimonie. Créez des liens vers des articles approfondissant le sujet. Les termes génériques sans rapport avec le sujet sont à éviter, ainsi que les répétitions de liens vers un même terme.
- Les liens externes sont à placer uniquement dans une section « Liens externes », à la fin de l'article. Ces liens sont à choisir avec parcimonie suivant les règles définies. Si un lien sert de source à l'article, son insertion dans le texte est à faire par les notes de bas de page.
- La présentation des références doit suivre les conventions bibliographiques. Il est recommandé d'utiliser les modèles {{Ouvrage}}, {{Chapitre}}, {{Article}}, {{Lien web}} et/ou {{Bibliographie}}. Le mode d'édition visuel peut mettre en forme automatiquement les références.
- Insérer une infobox (cadre d'informations à droite) n'est pas obligatoire pour parachever la mise en page.

Pour une aide détaillée, merci de consulter Aide:Wikification.
Si vous pensez que ces points ont été résolus, vous pouvez retirer ce bandeau et améliorer la mise en forme d'un autre article.
 (juillet 2025).
Si vous disposez d'ouvrages ou d'articles de référence ou si vous connaissez des sites web de qualité traitant du thème abordé ici, merci de compléter l'article en donnant les références utiles à sa vérifiabilité et en les liant à la section « Notes et références ».
En pratique : Quelles sources sont attendues ? Comment ajouter mes sources ?
Pour les articles homonymes, voir Bembe.
Ne doit pas être confondu avec Beembe (peuple).
Les Bembe sont une population bantoue d'Afrique centrale vivant à L’Est de la République démocratique du Congo au Nord du lac Tanganyika dans la province du Kivu principalement dans le Territoire de Fizi. Les Bembe sont aussi retrouvés dans la province de Tanganyika (Katanga) dans le territoire de Kalémie. Certaines communautés Bembe ont migrés de la RDC leur terre d’origine à l’ouest de la Tanzanie dans la ville de Kigoma. Ils sont différents des Beembe de la République du Congo qui appartiennent au groupe Kongo. Les Bembe de la République Démocratique du Congo font partie du grande groupe ethnique Anamongo. En 1991, la population Bembe de la RDC était estimée à 252 000 et à environ 1,5 million en 2005. Ils sont représentatifs de nombreuses traditions ethniques, notamment pré-Lega, Boyo-Kunda, Hemba et Bemba.
Le premier État des Babembes créé en 500 AC portant alors le nom de Éssé ou Ébalo ’ya Bembe , M'bembe Mbondo ou État des Bembes[réf. nécessaire] ; le 15 avril 1926, il devint légalement le territoire des Bembe, puis en 1931, la Zone de Fizi et en 1937, elle fut divisée en cinq secteurs administratifs : N'Gangya, M'tambala, Tangani'a, Lùlenge, et Itombwe. Ce dernier fut rattaché, le 31 décembre 1947, au territoire légal de Mwenga. Les Bembe ont Baraka comme leur ville la plus importante. Depuis 2018, avec leur Maire de la ville Jacques Mbùchwa.

## Ethnonymie
Selon les sources et le contexte, on observe plusieurs variantes : Babembe, Bembe, Wabembe, Babondo.

## Langue

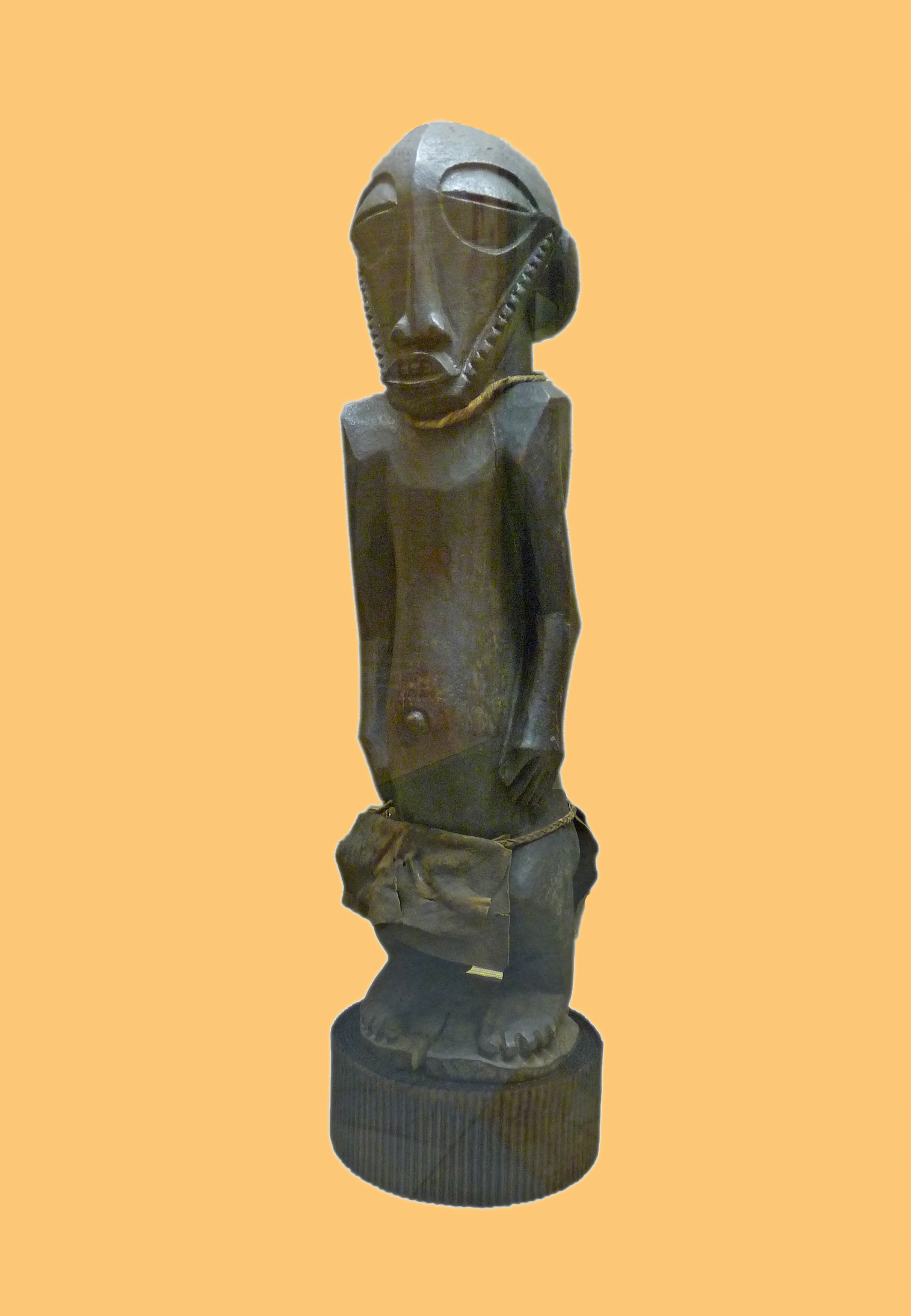
Figure masculine pré-Bembe (Kivu oriental)

Leur langue est le Kibembe (Kibembe ou Ebembe) est une langue dont  le nombre de locuteurs était estimé à 252 000 en République démocratique du Congo en 1991, mais la plupart parlent le Swahili.

## Histoire
L'histoire guerrière de peuple de Fizi renseigne que dans leur vécu, le Mubembe a connu les périodes de guerres très dures. Les plus importantes sont les guerres qui les opposèrent:
(1) Aux Arabes vers le debut du 18 è siècle dans leur pratique de la Traite de Noirs. La fin de cette guerre, connue sous le nom de la "Résistance de Baraka" (dérivé du mot arabe bark'a donné à la ville portière du chef lieu de la Collecitvité de Mtambala), a eu pour résultat, le record faible des déportés de la tribu de Babembe à Zanzibar, en Occident et même en Asie. Les rescapés s'étant finalement installés à Kibondo, un des Districts administratifs de la Province Tanzanienne de Kigoma (nom Kibondo étant le dérivé de l'appellation ancestrale de tout M'mbembe, le "Mbondo").
(2) Aux Luba coalisés aux Baholoholo (ancien peuple de Kalemie), fin 18e siècle, pour occuper tout le littoral ouest du lac Tanganyika et la partie sud-ouest de Fizi. La fin de cette guerre a conduit au retrait de tous les ressortissants baholoholo sur l'ensemble du territoire de Fizi. À la suite de cette défaite de Baholoholo, le Mubembe a gardé dans ses proverbes d'humour, l'expression parlant d'une certaine déformation de la tete: "m'cwe été wa m'holoholo" (la tete pointue semblable a celle de Muholoholo).
(3) Aux Babuyu qui cherchaient au debut du 19 siècle d'occuper le territoire de Lulenge et de Ngandja. Les babuyu ont fini par proposer un traité de paix et furent sommés de ne pas quitter les coffins ouest de la collectivité de lulenge. Il était donc rare qu'un mubuyu vive parmi les familles de Babembe sans qu'il change et s'assimile au prealable aux Babembe.
(4) Aux Barundi coalisés aux Goma (peuple ancien de Kigoma cohabitant avec les Waha, essentiellement burundais) pour tenter d'occuper la presqu'Il d'Ubwari et la Plaine de la Ruzizi. La suite de ces tentatives finit par la victoire de Babembe qui repoussa les assaillants au loin à l'intérieur de leurs territoires.
(5) Aux Allemands vers le milieu de 19 siècle, poussés par la volonté d'étendre leur hégémonie sur les deux rives du lac Tanganyika, verront leur effort s'estomper face à la dynamique maitrise de l'art militaire presque héréditaire de Babembe. La fin de cette guerre (connue dans le milieu babembe de la guerre contre les "aluma", déformation d'allemands) eu pour effet, la recherche de l'espace hégémoniste des allemands, très loin de Fizi vers les territoires du nord-ouest (au bushi). Plusieurs d'autres épopées guerrières de Babembe sont souvent signalées quand ils ont eu à gagner la guerre contre les "Babingya", "Ngilima ou Chinja-chinja" et les "Bazoba".
Le cas de la révolte Muleliste a créé sensation sur l'ensemble du territoire congolais lorsque, envahi par les enseignements nationalistes de ce mouvement, le Mubembe a su consérver sa substance et résister contre le pouvoir de Mobutu  pendant plus 25 ans, épopée qu'aucune tribu de la RDC ait jamais fait pendant le règne autocratique et dictatorial de Mobutu Sese Seko.

## Culture
La Spiritualité chez les Bembe
Le peuple Bembe a développé un mode de vie sociale conforme à ses convictions essentiellement spirituelles : croyance en Seul "Abeca Pùngu, Abeca Mwene-Ikùlù, Abeca Mwene-Malango, Abeca Mwene-Batù", Abeca M'mbumba Esé n'Ikùlù (Dieu Omnipotent, Dieu Omniprésent, Dieu Omniscient, Dieu créateur de l'homme, des Cieux, de la terre et de tout l'univers). Cette croyance en Dieu est un acquis spirituel très déterminant dans la pratique des us et coutumes bembe : le Mubembe ne fuit jamais le défunt, il enterre avec tous les égards requis les morts. Le M'bembe circoncit ses enfants du sexe mâle et ne fait jamais l'excision et l'ablation des femmes. Le Mubembe fait l'adoration et offre des sacrifices symboliques. Il respecte la valeur de la personne humaine et supporte mal toute personne qui méprise les valeurs humaines (surtout celle du respect des personnes âgées, des handicapés et des enfants). Il n'hésite pas à se défendre et à s'opposer aux velléités de domination et d'esclavage.
Au fur des âges, ces pratiques sociales ont acquis une valeur dite de référence, l'échelle de valeurs à laquelle tout Bembe s'identifie. Transmises d'une génération à une autre, ces valeurs ont pris la qualité d'une culture typiquement Ebembe. C'est ce qui constitue l'âme socio-culturelle et linguistique du peuple Bembe.
La Culture Familiale
Le Bembe s'organise socialement dès le niveau de la famille restreinte (le père, la mère et les enfants), la famille étant la cellule de base de la nation Bembe. Ici, le père est le seul chef de la famille.
De la famille le Bembe forme la famille étendue (le père, la mère, les enfants, les frères, les sœurs, les demi-cousins, les demi-pères, les demi-mères, les oncles et les tantes). Ici, le grand-père décide en dernier sort. Le niveau suivant est le clan avec en tête leur chef de clan. Plusieurs clans s'identifient au niveau de la tribu. Selon les liens de lignées familiales proches, au sein de la tribu Ebembe s'organisent le Bwami (royauté à base de lignées familiales). Sur le plan administratif, le territoire de Fizi s'administre dès le niveau du Village, avec un Capita en tête. Plusieurs villages forment la Localité dirigée par un chef de localité. Le niveau suivant lui-même basé sur les liens familiaux est le Groupement dirigé par un chef de Groupement. La Collectivité dirigée par un chef de Collectivité constitue l'entité qui, réunie aux autres forment le Territoire ou la Zone, avec un Commissaire-Administrateur du territoire en tête.

La Mariage ( La Dote )
La communauté  Bembe  dans  leur coutume  exige à la famille de la future épouse à offrir un coq au futur marié.  Pour passer à l’étape du mariage, il y a deux à trois étapes à suivre;  le jeune garçon doit aller se présenter à la famille de la jeune fille.
Devant toutes les familles, la jeune fille doit donner au jeune garçon le coq pour affirmer qu’il est son fiancé et son futur conjoint en tout consentement. À la fin des cérémonies de la dot, le jeune homme rentre avec une partie de la poule (gésier du coq)  afin de confirmer son acceptation de la famille de la jeune fille dans son campement. Après avoir mangé la viande, lors de la séparation, le jeune garçon qui est toujours accompagné de son porte-parole, doit librement décider du jour où ses parents iront se présenter auprès de la famille de sa fiancée. Après le délai convenu, les parents du futur marié vont se présenter à la famille de la jeune fille. La famille de la future mariée va commencer à leur offrir une chèvre avant un coq, ce qui devient un signe de contrat et d’alliance entre les deux familles.
Dans la coutume bembé, lors de la dot si on ne donne pas le coq au jeune garçon, cela entraine le refus catégorique de la demande au mariage, car l’élément important qui est présenté  c’est le coq. Après d’autres éléments doivent suivre tels que la chèvre, un casier Fanta, un pagné remplie de la patte de tapioca. 
A cause de la joie, il y aura des slogans qui seront scandées par la famille de la jeune fille. « Ibocwa, Búkúndá, mhhhh !» (Nous tous, nous sommes des humains, dotez-nous, oui » en leur langue le Kibembe. Ce pendant la famille de la conjointe donnera un coq à leur fille pour qu’elle l’offre à son fiancé.